# Der Anwalt (Film)
Der Anwalt (Originaltitel: Un crime) ist ein französischer Kriminalfilm von Jacques Deray mit Alain Delon in der Hauptrolle aus dem Jahr 1993. Die Vorlage für das Drehbuch war der Roman Le Dérapage von Gilles Perrault.

## Handlung
Das Ehepaar Chapelin-Tourvel wird ermordet aufgefunden. Hauptverdächtiger ist ihr Sohn Frédéric Chapelin. Im folgenden Prozess gelingt es Anwalt Maître Charles Dunand, für diesen einen Freispruch vor Gericht zu erwirken. Dunand ist von Frédérics Unschuld überzeugt. Nach der Untersuchungshaft kommt Frédéric frei. Frédéric lädt hiernach Dunand in die Wohnung seiner Eltern ein. Hier gesteht er den Mord und präsentiert verschiedene Mordversionen. Dunand will Frédéric zuerst nicht glauben. Frédéric berichtet, dass Chapelin-Tourvel nicht sein leiblicher Vater gewesen sei. Chapelin-Tourvel hatte zehn Jahre zuvor den Liebhaber seiner Frau umgebracht und im Keller des Hauses versteckt. Dunand muss einsehen, dass seine Überzeugung von der Unschuld Frédérics falsch war.

## Hintergrund
Die eigentliche Handlung spielt, von Rückblenden abgesehen, innerhalb eines Tages und einer Nacht vorwiegend in einer Wohnung in Lyon.
Der Anwalt ist der achte von neun Filmen, bei denen der Regisseur Jacques Deray und der Hauptdarsteller Alain Delon zusammengearbeitet haben.

## Kritik
„Ein in Rückblenden erzählter Thriller von hoher Spannung, der sich auf ein präzise agierendes Schauspielerensemble verlassen kann.“